# Robert Rochell
Robert Rochell (Shreveport, 26 aprile 1998) è un giocatore di football americano statunitense che milita nel ruolo di cornerback per i Los Angeles Rams della National Football League (NFL).

## Carriera

### Los Angeles Rams
Rochell al college giocò a football alla Central Arkansas University. Fu scelto nel corso del quarto giro (130º assoluto) nel Draft NFL 2021 dai Los Angeles Rams. Debuttò nella gara della settimana 1 contro i Chicago Bears facendo registrare un tackle e un passaggio deviato. Nella settimana 6 contro i New York Giants mise a segno il suo primo intercetto. L'11 dicembre fu inserito in lista infortunati, chiudendo la sua stagione da rookie con 13 tackle e 4 passaggi deviati in 11 presenze, 5 delle quali come titolare.

### Seattle Seahawks
Il 31 agosto 2023 Rochell firmò con la squadra di allenamento dei Seattle Seahawks. Fu svincolato il 19 settembre.

### Carolina Panthers
Il 20 settembre 2023 Rochell firmò con la squadra di allenamento dei Carolina Panthers.

### Green Bay Packers
Rochell firmò con i Green Bay Packers il 25 ottobre 2023.
Rochell rifirmò con i Packers il 19 marzo 2024. Fu svincolato il 27 agosto dopo di che rifirmò con la squadra di allenamento.

## Palmarès
- Super Bowl : 1

Los Angeles Rams: LVI
- National Football Conference Championship: 1

Los Angeles Rams: 2021